# Batavia (textil)
Batavia är en vävteknik av tyg som är liksidig, vanligen en fyrskaftad 2/2-kypert, men kan vara sexskaftad (3/3-kypert).
Batavia var ursprungligen namnet för ett sidentyg i bataviatekniken.